# Юнкера (роман)
«Юнкера́» — роман Александра Куприна, написанный им в 1928—1932 годах. Является продолжением повести «На переломе (Кадеты)». Отдельные главы романа публиковались в газете «Возрождение». В 1933 году роман напечатан отдельным изданием.
В романе, повествующем о жизни юнкера Московского Александровского Училища Алексея Александрова, подробно воссоздаются традиции и быт юнкерского училища в Москве, рассказывается о преподавателях и офицерах-воспитателях, товарищах Александрова, его первых литературных опытах и юношеской любви героя.

## История создания
Роман был задуман писателем в 1911 году как продолжение повести о кадетах «На переломе», однако революционные события в России и последовавшая затем эмиграция Куприна прервали его работу над романом. Снова вернулся к своему замыслу писатель уже в эмиграции, и на протяжении пяти лет в 1928—1932 гг. главы из романа публиковались в газете «Возрождение», а в 1933 году роман вышел отдельной книгой.

## Сюжет

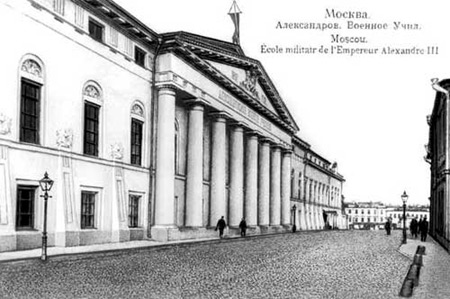
Александровское военное училище на открытке конца XIX в.

Москва, конец 1880-х годов. Кадет Александров после окончания кадетского корпуса поступает в Александровское военное училище на Знаменке, где проводит два года. Теперь он первокурсник, которых в училище зовут «фараонами», и ему предстоит привыкать к новым условиям, товарищам и преподавателям. Однако он сразу замечает особенность юнкерского училища по сравнению с кадетским корпусом: хотя учиться непросто, здесь отсутствуют издевательства старшего курса над младшим, напротив, старшекурсники стараются помогать первокурсникам.
В первые месяцы учёбы Александров вспоминает свой летний роман с Юленькой Синельниковой, однако вскоре узнаёт, что она выходит замуж за мужчину значительно старше неё. На балу после свадьбы Юлии Александров переключает своё внимание на её младшую сестру Олю, обещая посвятить ей своё первое литературное произведение. И действительно, он пишет и вскоре при помощи своего знакомого писателя Диодора Ивановича публикует свой первый рассказ в газете «Вечерние досуги». В училище на Александрова обрушивается слава, однако начальство наказывает его, поскольку он нарушил правила, не утвердив предварительно свой текст. Между тем, в посвящении Александров ошибся и машинально поставил инициал «Ю», в результате чего обиженная Ольга разрывает с ним отношения.

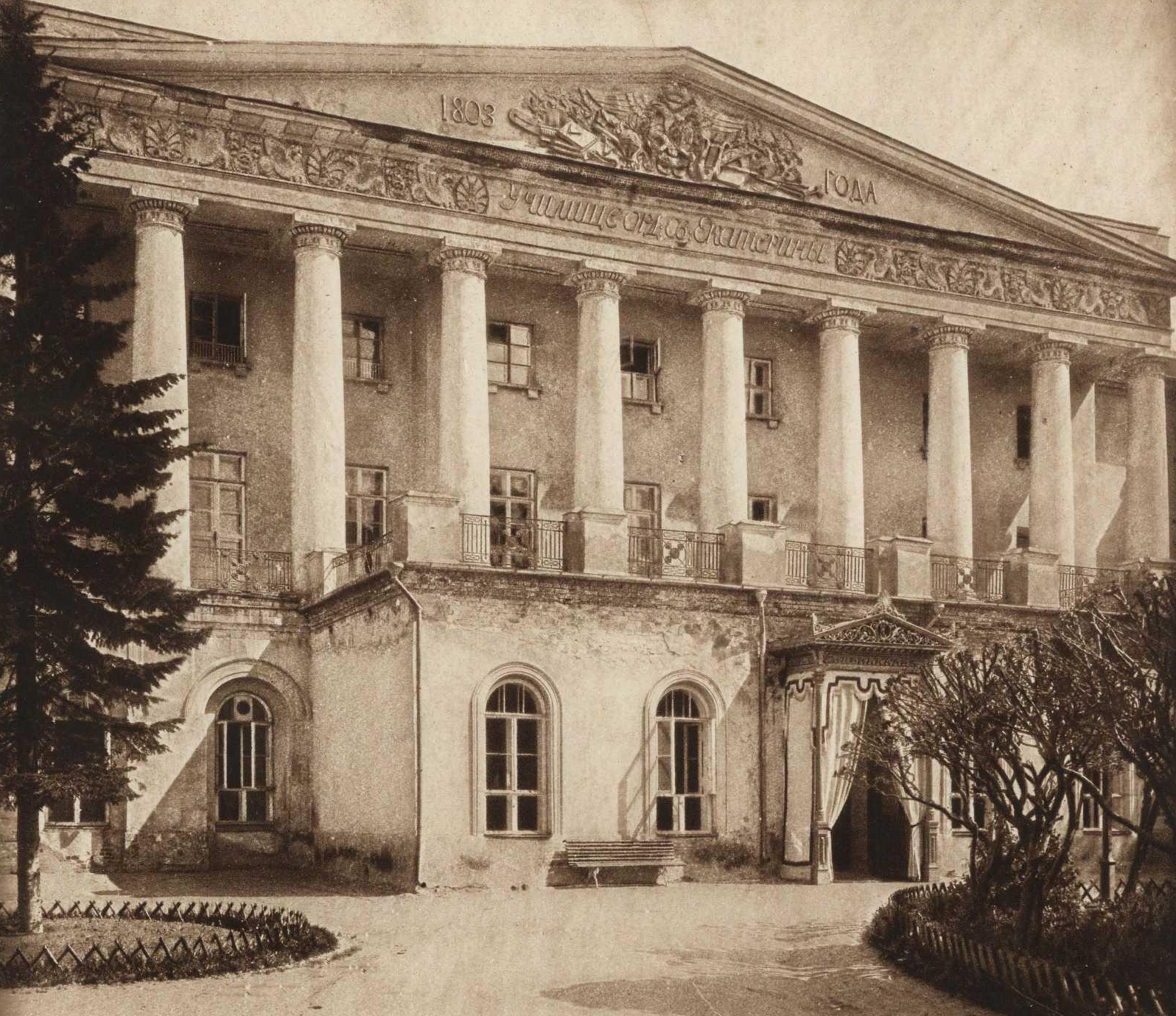
Екатерининский институт

На втором курсе перед Рождеством планы Александрова на несколько встреч, в том числе катание на коньках с друзьями и со своей новой любовью Наташей, рушатся, потому что его направляют от его роты на бал в Екатерининском женском институте. Восприняв это направление как тяжкую повинность, Александров неожиданно для себя знакомится на балу с Зиной Белышевой, в которую по-настоящему влюбляется и чувствует симпатию и с её стороны. Во время разлуки он пишет ей тайное письмо, а на Масленицу они договариваются пойти на каток на Чистых прудах. Там Александров признаётся Зине в любви, прося её подождать около трёх лет, когда после производства в офицеры его карьера станет более определённой и он сможет попросить её руки.
Наступает лето, юнкера находятся на завершающих военных сборах в сельской местности, где проводят топографическую съёмку. По результатам экзаменов Александрову удаётся заслужить первый разряд, что означает старшинство в чине и право выбора лучших вакансий для службы. Наконец, день распределения настаёт, но юнкер, понимая, что невозможно предугадать, как сложится его служба, выбирает неизвестный Ундомский полк в маленьком городишке. Происходят последние процедуры перед производством в офицеры и, наконец, юнкера получают подписанным Императором Александром приказ о производстве и вступают в новую жизнь.

## Критика
- В. Ф. Ходасевич: «„Философия“ эта, пожалуй, не заключает в себе никакой особенной глубины или остроты. Но она чрезвычайно существенна для понимания того лирического импульса, которым создана книга… Вот если мы хорошо поймем эту философию книги, то нам откроется и то подлинное, очень тонкое, смелое мастерство, с которым Куприн пишет „Юнкеров“ как будто спустя рукава. Мы поймем, что кажущаяся эпизодичность, кажущаяся небрежность и кажущаяся нестройность его повествования в действительности очень хорошо взвешены и обдуманы. Простоватость купринской манеры на этот раз очень умна и, быть может, даже лукава. Куприн как будто теряет власть над литературными законами романа — на самом же деле он позволяет себе большую смелость — пренебречь ими. Из этого смелого предприятия он выходит победителем»[2].
- А. Браславский в журнале «Числа» писал: «Эти картины московского быта останутся художественными документами, волнующими современников автора напоминаниями, а для нового поколения — идиллическими рассказами о неправдоподобном благополучии»[3].

## Художественные особенности
Роман с полным правом можно назвать автобиографическим — в Александровском военном училище сам Куприн обучался в 1888—1890 гг. Многие реальные лица (в том числе преподаватели училища, друзья героя) и действительные факты переданы в романе «с документальной точностью». Прототипом поэта Диодора Ивановича Миртова, помогающего молодому юнкеру, стал Лиодор Иванович Пальмин.
Несмотря на во многом документальный характер, исследователи называют роман «лирической исповедью позднего Куприна, который передоверяет свои настроения, тронутые эмигрантской тоской, наивному юноше». По сравнению с повестью о кадетах в «Юнкерах» «попадаешь в совершенно другой мир, полный света и поэзии»: быт юнкера Александрова «романтизирован и подкрашен, а вместе с ним розовые блики ложатся на всю армейскую службу сверху донизу».
При этом «Юнкера» не просто «домашняя» история юнкерского училища на Знаменке: это «повествование о старой, „удельной“ Москве — Москве „сорока сороков“, Иверской часовни Божьей Матери и Екатерининского института благородных девиц, что на Царицынской площади, всё сотканное из летучих воспоминаний. Сквозь дымку этих воспоминаний проступают знакомые и неузнаваемые сегодня силуэты Арбата, Патриарших прудов, Земляного вала».

## Экранизации
- «Юнкера» — исторический многосерийный телевизионный художественный фильм по мотивам произведений А. И. Куприна 2007 года.
- «Куприн. Поединок» — российский многосерийный телевизионный художественный фильм 2014 года, в основу сценария которого положен в том числе роман «Юнкера».